# Mỏ than Ombilin
Mỏ than Ombilin trước đây là PT Tambang Batubara Ombilin là một mỏ than gần Sawahlunto, Tây Sumatra, Indonesia. Nó nằm trong một thung lũng hẹp dọc theo dãy núi Bukit Barisan, giữa các đồi Polan, Pari và Mato, cách khoảng 70 kilômét (43 mi) về phía đông bắc thành phố Padang. Than được phát hiện vào giữa thế kỷ 19 bởi Ir. de Greve, và quá trình khai thác bắt đầu được tiến hành vào năm 1876. Nó được biết đến là mỏ than lâu đời nhất Đông Nam Á.

## Lịch sử
han được phát hiện tại khu vực này bởi kỹ sư người Hà Lan WH. De Gereve vào năm 1868. Khai thác bắt đầu tại mỏ lộ thiên vào năm 1892 sau khi tuyến đường sắt được xây dựng. Trong thời kỳ tiền độc lập, sản lượng than đạt đỉnh điểm vào năm 1930 với 620.000 tấn mỗi năm. Các tù nhân bị xiềng xích (được gọi là Ketingganger) từ Java và Sumatra được đưa đến khu vực này là lực lượng lao động chính của mỏ. Mỏ than Ombilin có thể đáp ứng 90% nhu cầu năng lượng đốt của Đông Ấn Hà Lan.
Từ năm 1942–1945, mỏ than bị kiểm soát bởi Nhật Bản, và vinh quang của nó cũng bắt đầu giảm dần. Từ năm 1945–1958, mỏ than được quản lý bởi một hội đồng quản trị và giai đoạn 1958–1968 là một công ty nhà nước. Sản lượng khai thác vào năm 1976 đạt đỉnh điểm với 1.201.846 tấn.
Cho đến năm 2002, nó hoạt động như là mỏ lộ thiên nhưng sau đó chỉ còn hoạt động khai thác hầm lò. Trong thời gian gần đây, Tập đoàn Xuất nhập khẩu Công nghệ Quốc gia Trung Quốc (CNTIC) đã đầu tư 100 triệu đôla vào mỏ than. Đến năm 2008, mỏ có trữ lượng ước tính khoảng 90,3 triệu tấn than cốc, trong đó có 43 triệu tấn là có thể khai thác được. Cho đến nay, mỏ than thuộc sở hữu của PT Tambang Batubara Bukit Asam (PTBA) và được vận hành bởi CNTIC với sản lượng khai thác khoảng 500.000 tấn mỗi năm. Đến năm 2019, công ty PT Tambang Batubara Bukit Asam đã tạm dừng hoạt động khai thác tại Ombilin khi nó chính thức được UNESCO công nhận là Di sản thế giới..